# Rudolf Angerer
Rudolf Manfred Angerer (* 24. November 1923 in Großraming; † 17. Mai 1996 in Wien) war ein österreichischer Illustrator und Karikaturist.

## Leben
Rudolf Angerer wurde am 24. November 1923 als Sohn des Friseurs Rudolf Angerer (* 24. Jänner 1889) und dessen Ehefrau Sabina (geborene Rauscher; * 28. Mai 1885) in Großraming geboren und am 16. Dezember 1923 auf den Namen Rudolf Manfred getauft. Seine Eltern hatten am 29. Mai 1922 in Steyr geheiratet.
Angerer besuchte in Linz das Gymnasium und studierte ab 1946 an der Hochschule für angewandte Kunst in Wien. Er arbeitete dreißig Jahre als politischer Karikaturist für die österreichische Tageszeitung Kurier. Zudem illustrierte er Bücher von Ephraim Kishon, Fritz Muliar, Helmut Qualtinger, Hugo Wiener, Trude Marzik, Carl Merz, Cissy Kraner und anderen Autoren. Auch die Hüllen der 7"/45rpm Schallplattenreihe „Kabarett aus Wien“ des österreichischen Plattenlabels Preiser Records wurden von ihm gestaltet. Seine Karikaturen pflegt er mit „RANG“ zu signieren.
Rudi Angerers Leidenschaft waren Schiffe und das Meer. Daher verbrachte er viel Zeit in der Marina Punta Verde, einem Hafen in der Nähe von Lignano. Angerer war seit 1979 Mitglied der Loge Zur Wahrheit und 1995 Gründungsmitglied der Loge Helios.
Angerer wurde am Neustifter Friedhof bestattet.

## Werk (Auswahl)
- Angerer’s Nibelungenlied
- Angerer’s Erste Hilfe
- Ein Apfel ist nicht schuld
- Ich und Du
- Hänschen klein
- 1966: Illustrationen für Peter Orthofer: Österreich hat immer Saison. Von denen Türcken, Nibelungen, Frantzosen und anderen Österreichern. Ein vaterländischer Schmöker. Verlag Schwarzer, Wien 1966. DNB 457741511[4]
- 1986: Illustrationen für Peter Orthofer und Hans Peter Heinzl: Wir zeigen die Zehne. 10 Jahre Orthofer & Heinzl. Fotos Pedro Kramreiter. K & K-Theater, Wien 1986.[4]
- 1987: Illustrationen für Peter Orthofer: Highlife für Jedermann. Ueberreuter-Verlag, Wien 1987. ISBN 3-8000-3254-6[4]

## Auszeichnungen
- 1971 Dr.-Karl-Renner-Publizistikpreis